# Koprivnikar
Koprivnikar je priimek v Sloveniji, ki ga je po podatkih Statističnega urada Republike Slovenije na dan 1. januarja 2010 uporabljalo 237 oseb.

## Znani nosilci priimka
- Bogdan Koprivnikar (1948—2011), častnik, vojaški ataše, politik
- Boris Koprivnikar (*1966), politik
- Jože Koprivnikar (*1945), elektrotehnik
- Peter Koprivnikar (*1976), lokostrelec